# Чавес Ортис, Ньюфло
Ньюфло Чавес Ортис (исп. Ñuflo Chávez Ortiz; 3 октября 1923 — 2 июля 1996) — боливийский юрист и политик. Вице-президент Боливии во время первого правительства Эрнана Силеса Суасо с августа 1956 года до своей отставки в 1957 году. Один из основателей партии Националистическое революционное движение, наряду с Виктором Пасом Эстенссоро, Вальтером Геварой Арсе, Аугусто Сеспедесом, Карлосом Монтенегро, Херманом Монрой Блоком, Лидией Гейлер Техадой и другими.

## Ранние годы и академическая жизнь
Ньюфло Чавес родился 3 октября 1923 года в Санта-Крус-де-ла-Сьерра в семье Кастуло Чавеса Эгеса, политика и магистрата Верховного суда. Он вырос в Санта-Крус-де-ла-Сьерра и Сукре, номинальной столице Боливии и месте расположения Верховного суда. Учился в юридической школе при Высшем университете Сан-Андрес и Университете Св. Франциска Ксаверия. Позже он работал преподавателем, был профессором в нескольких университетах Боливии и Перу.

## Политическая деятельность
С самого раннего возраста он участвовал в политической жизни своей страны, вступив в ряды партии Националистическое революционное движение в 1945 году. Его брат, активист Революционной рабочей партии Рафаэль Чавес Ортис, был троцкистом ещё с 1930-х и даже попадал в больницу после столкновений со сталинистами. Выделившись своим участием в Гражданской войне 1949 года, Ньюфло стал генеральным секретарем партии в своём родном городе.
Он активно участвовал в Боливийской национальной революции 1952 года. Участвовал в создании национального профсоюзного объединения Боливийский рабочий центр и был автором земельной реформы. В 1952—1955 годах был министром сельского хозяйства и крестьянства. Примыкал к Левому сектору НРД и наряду с Хуаном Лечином считался одним из самых радикальных из числа влиятельных членов правительства.
Был избран вице-президентом Республики Боливия в 1956 году, но ушел в отставку уже в 1957 году из-за разногласий с президентом по поводу его мер монетарной стабилизации, продиктованных миссией МВФ. Ньюфло Чавес стал самым молодым вице-президентом в истории страны, вступив в должность в возрасте 33 лет.
Он возглавил министерство горнодобывающей и нефтяной промышленности в 1960 году во время второго правительства НРД. С 1962 по 1964 год он также был сенатором. После правого переворота 1964 года, устроенного генералом Рене Баррьентосом Ортуньо, Чавес был вынужден отправиться в изгнание в Перу . Несколько лет он провёл в этой соседней стране, преподавая экономику в университете Сан-Маркос.
Он вернулся в Боливию в 1978 году. В 1980 году он снова баллотировался на пост вице-президента Боливии в качестве кандидата от своей партии Националистическое революционное движение в паре с кандидатом в президенты Виктором Пасом Эстенссоро, однако они проиграли эти выборы. В 1985 году он снова стал членом Сената, а в 1986 году он был послом Боливии в Перу, после чего ушел из общественной жизни.
Он умер в бедности 2 июля 1996 года в возрасте 72 лет.

## Произведения
- El Siglo del Estaño (Век олова)
- Fundiciones de Estaño en Bolivia (Боливийские оловянные фабрики)
- El Siglo del Estaño (Пять эссе и тоска)
- Carta a los Trabajadores de mi Patria (Открытое письмо трудящимся моей Родины)
- Sistema Económico Capitalista (Капиталистическая экономическая система)
- Pensamiento Económico: Introducción a la Ciencia Política (Процесс экономической мысли: Введение в политологию)
- Introducción a la Economía Política (Введение в политэкономию)
- Recuerdos de un Revolucionario (Воспоминания революционера)[1]